# 広幡忠礼
広幡 忠礼（ひろはた ただあや）は、江戸時代後期の公卿、明治時代の政治家。江戸時代の公卿としては仁孝天皇（120代）・孝明天皇（121代）・明治天皇（122代）の3代にわたって仕え、正二位内大臣まで昇った。明治時代には貴族院議員などをつとめて政治家として活躍した。
関白近衛忠煕の猶子となってその偏諱の授与を受け忠礼と名乗る。また、妻には近衛忠煕の養女（大谷光朗の娘）を迎えている。

## 動向
文政9年（1826年）に叙爵してから清華家の当主として速いスピードで昇進し、侍従・右近衛権少将・左近衛権中将などを歴任して、天保11年（1840年）には従三位となり公卿に列した。その後も踏歌節会外弁・権中納言などをつとめ、安政4年（1857年）には権大納言となった。しかしこの役職にあった際の文久3年（1863年）に八月十八日の政変に巻き込まれて参内停止にされた。その後赦免されて慶応3年（1867年）には内大臣に任ぜられた。王政復古の大号令の時に公武合体派として一時出仕を停止されるが、明治天皇の元服に際して許される。
明治時代には華族（侯爵）となり、帝国議会が開かれると1890年（明治23年）2月、貴族院侯爵議員に就任し活躍した。英照皇太后の崩御の際に、病気をおして参内して斎官を務めたことから重態に陥り、これに驚いた明治天皇が使者を派遣すると共に勲一等旭日大綬章を授けたが、直後に逝去した。

## 栄典
位階
- 1887年（明治20年）12月26日 - 従一位[3]

勲章
- 1884年（明治17年）7月7日 - 侯爵[4]
- 1889年（明治22年）12月27日 - 勲二等瑞宝章[5]
- 1897年（明治30年）2月18日 - 勲一等旭日大綬章[6]

## 系譜
- 父：広幡基豊
- 母：鷹司皐子（鷹司政煕の娘）
- 猶父：近衛忠煕
- 妻：大谷光朗の娘（近衛忠煕の養女）

- 生母不詳の子女

- - 男子：広幡忠朝
  - 男子：池田頼秀
  - 男子：宮元徳麿
  - 男子：木辺貫一郎
  - 男子：横尾重礼
  - 徳子（女子）：伊達宗敦室
  - 定子（女子）：青山幸宜室
  - 富子（女子）：北畠通城室
  - 久子（女子）：平塚清敬室
  - 直子（女子）：高倉永則室
  - 幸子（女子）